# Johann August Friedrich von Craushaar
Johann August Friedrich Craushaar, seit 1749 von Craushaar (* um 1705; † 12. April 1771 in Emseloh) war ein braunschweig-lüneburgischer Amtmann des Stifts Ilfeld. Für seine überragenden Dienste um das Reich wurde er vom Kaiser am 14. Oktober 1749 gemeinsam mit seinem älteren Bruder Georg Christian von Craushaar in den Reichsadelsstand erhoben.

## Leben und Wirken
Er war der Sohn des kurfürstlich-hannoverschen Oberst und Kriegskommissars Johann Georg Craushaar (1657–1734). Aus bürgerlichen Verhältnissen stammend, wurde Crausharr 1738 zum Amtmann des Stifts Ilfeld ernannt, das aus dem aufgelösten Kloster Ilfeld hervorgegangen war. In dieser Zeit ließ er am 29. März 1747 durch seine Ehefrau Maria Magdalena Craußhaar geborene Niemeyer aus Lauenstein († 9. Dezember 1760) das Allodial- und Erbgut Emseloh käuflich von der Witwe von Ebra erwerben. Craushaar gab seine Amtsstellung noch im gleichen Jahr 1747 auf und widmete sich nur noch dem Ausbau des Gutes in Emseloh. Der Gutsbesitz berechtigte ihn zur Erhebung in den Adelsstand, die er 1749 erlangte. Auf seine Anregung wurde mit dem Abbau der unter seinen Besitzungen befindlichen Braunkohlenlagerstätten begonnen, der später durch die Mansfeld AG fortgesetzt wurde.